# Miklós Jósika
Miklós Jósika, baron de Branyicska, (n. 28 aprilie 1794, Turda - d. 27 februarie 1865, Dresda) a fost un scriitor maghiar.
A participat la Revoluția Maghiară din 1848.
Este considerat creator al romanului istoric în literatura maghiară.

## Scrieri
- 1840: Az utólsó Bátori („Ultimul Bathory”)
- 1850: Die Familie Maillot („Familia Maillot”)
- 1845: A csehek Magyarországban („Cehii din Ungaria”), 4 volume
- 1851: Abafi
- 1853: Eszter